# Ebergötzen
Ebergötzen är en Gemeinde i Landkreis Göttingen i det tyska förbundslandet Niedersachsen. Ebergötzen, som är beläget cirka 15 kilometer öster om Göttingen, har cirka 
1 900 invånare. Kommunen ingår i kommunalförbundet Samtgemeinde Radolfshausen tillsammans med ytterligare fyra kommuner.
Wilhelm Busch tillbringade sin skoltid i Ebergötzen. Den kvarn, som förekommer i bildberättelserna om Max och Moritz, tillhörde fadern till en av hans vänner, Erich Bachmann.

## Holzerode
Till Ebergötzen hör byn Holzerode där man kan beskåda Mäuseturm.